# Orimarga australis
Orimarga australis là một loài ruồi trong họ Limoniidae. Chúng phân bố ở miền Australasia.